# San Felipe de Jesús (Sonora)
San Felipe de Jesús è un comune del Messico, situato nello stato di Sonora, il cui capoluogo è la località omonima.